# Dekanat Radzyń Podlaski
Dekanat Radzyń Podlaski – jeden z 25 dekanatów w rzymskokatolickiej diecezji siedleckiej.

## Parafie
W skład dekanatu wchodzi 10 parafii.
- parafia NMP Wspomożycielki Wiernych – Borki
- parafia św. Andrzeja Boboli – Gąsiory
- parafia Wniebowzięcia NMP – Kock
- parafia MB Nieustającej Pomocy – Radzyń Podlaski
- parafia św. Anny – Radzyń Podlaski
- parafia Trójcy Świętej – Radzyń Podlaski
- parafia św. Antoniego Padewskiego – Turów
- parafia św. Małgorzaty – Ulan-Majorat
- parafia św. Anny – Wohyń
- parafia Narodzenia NMP – Wola Osowińska

Według danych zgromadzonych przez Kurię Diecezji Siedleckiej dekanat liczy 47206 wiernych.

## Sąsiednie dekanaty
Adamów, Czemierniki (archidiecezja lubelska), Komarówka Podlaska, Lubartów (archidiec. lubelska), Łuków I, Łuków II, Międzyrzec Podlaski, Parczew